# The Onedin Line
The Onedin Line is een Britse televisieserie van de BBC uit de jaren zeventig.

## Thema's
De serie begint in 1860 in Liverpool en vertelt het verhaal van een nieuwe lijnvaartdienst, de Onedin Line, vernoemd naar de eigenaar James Onedin (Peter Gilmore). Naast dit hoofdthema komt ook het leven van zijn familie aan bod, vooral dat van zijn broer en partner (de winkelier Robert Onedin) en zijn zuster Elizabeth. De serie geeft voorts een beeld van de veranderingen in het zakenleven en de scheepvaart, zoals de overgang van houten naar stalen schepen en van zeil- naar stoomschepen, en de rol die schepen speelden in bijvoorbeeld de slavenhandel.

## Verhaal
Kapitein James Onedin (Peter Gilmore) trouwt met Anne Webster (Anne Stallybrass) om zo in het bezit te komen van de Charlotte Rhodes, een schoener van haar vader. Ondanks het verstandshuwelijk wordt het toch een goed huwelijk. De zaken gaan goed voor James en hij wordt uiteindelijk reder van een vloot van 25 zeilschepen. Zijn broer Robert gaat een partnerschap met hem aan, om zo de zaken aan de wal te beheren, terwijl James op zee zit. Geregeld gaat ook Anne mee op zakenreis.
Ondertussen worden de zeilschepen in de loop der tijd steeds meer verdrongen door stoomschepen, die sneller kunnen varen. James' zus  Elizabeth (Jessica Benton), trouwt met de scheepsbouwer Albert Frazer, die meegaat met de nieuwe techniek van stoomschepen en daardoor fortuin maakt. Hierdoor volgt een felle concurrentiestrijd tussen James en zijn zus.

## Afleveringen en jaargangen
Tussen 1971 en 1980 verschenen 91 afleveringen in acht jaargangen. Deze werden in Nederland uitgezonden vanaf 1972 door de VARA. Delen van de serie worden nog steeds af en toe herhaald. NostalgieNet zond in 2013 de eerste twee seizoenen uit.
De jaargangen verschillen qua invalshoek duidelijk van elkaar. De eerste twee jaargangen gaan over het huwelijk van James met Anne en over de opkomst van de Onedin Line. De derde jaargang is in feite James' verwerking van het verlies van Anne. De vierde t/m zevende jaargang beschrijven de zakelijke concurrentiestrijd tussen James en Elizabeth. De laatste jaargang bestaat uit een aantal min of meer op zichzelf staande verhalen die uitmonden in een climax voor beide hoofdpersonen.

## Titelverklaring
Het Britse damesblad Woman publiceerde in 1973 een reeks korte verhalen over de Onedins van de hand van Cyril Abraham, de bedenker van de serie. In een interview in dat tijdschrift in juli 1973 legde hij bovendien uit dat hij nog geen achternaam bij zijn hoofdpersonage James had verzonnen toen de BBC destijds besloot het verhaal te verfilmen. Uiteindelijk was hij bij toeval gestuit op het woord Ondine (een mythologische waternimf), dat hij omvormde tot Onedin.
Abraham, zelf in Liverpool woonachtig, was van plan geweest een complete serie romans te schrijven over het wel en wee van de Onedin Line tot in de twintigste eeuw aan toe, maar hij overleed in 1979 na voltooiing van zijn boek The White Ships (1979).

## Muziek
De openingsmelodie van de serie is afkomstig van het ballet Spartacus van Aram Chatsjatoerjan. De golvende beweging van de muziek past bij de deinende schepen.
Daarnaast is in de serie achtergrondmuziek te horen afkomstig uit Symfonie nr. 5 van Ralph Vaughan Williams, El sombrero de tres picos van Manuel de Falla, Symfonie nr. 2 van Gustav Mahler en Symfonie nr. 1 van Dmitri Sjostakovitsj.

## Opnamelocaties
De scènes voor de The Onedin Line werden opgenomen in Dartmouth, Exeter en Falmouth (alle in het uiterste zuidwesten van Engeland) en Gloucester, dicht bij de grens met Wales. De laatste reeks werd opgenomen in Pembroke Dock in Wales, waar de 18e-eeuwse scheepswerf en omliggende straten de sfeer van Liverpool moesten uitademen, en diverse andere plaatsen langs de kust in Pembrokeshire, die Turkije en Portugal voorstelden.

## Hoofdrollen
- Peter Gilmore - James Onedin
- Anne Stallybrass - Anne Webster
- Jessica Benton - Elizabeth Onedin

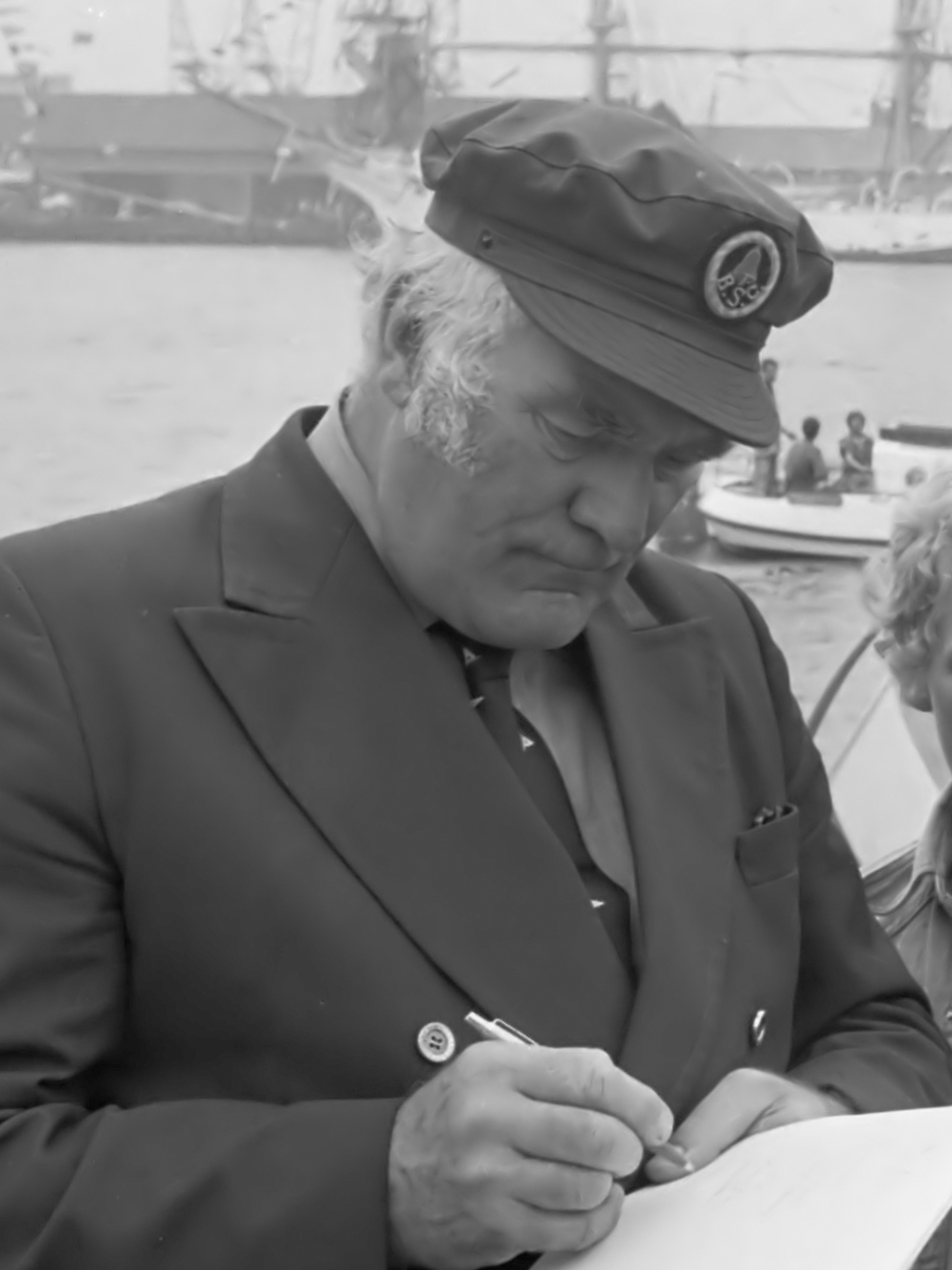
"Captain" Baines

- Howard Lang - Mr. Baines (later Captain Baines)
- Brian Rawlinson - Robert Onedin
- Mary Webster - Sarah Onedin
- Michael Billington (1971-1974) en Tom Adams (1977-1979) - Daniel Fogarty
- Philip Bond - Albert Frazer

## Schepen
In de serie figureerden diverse historische schepen, zoals de Hero, een Engels stoomschip uit 1895 genoemd in de aftiteling, en onder meer de volgende tallships (grote zeilschepen):
- Charlotte Rhodes, een Deense driemastschoener uit 1904
- Christian Radich, een Noorse driemaster (volschip) uit 1937
- Danmark, een Deens schip uit 1932
- Kathleen and May, een Britse schoener uit 1900
- Sagres, tegenwoordig de Rickmer Rickmers, een Duitse driemaster uit 1896
- Søren Larsen, een Deense brigantijn (schoenerbrik) uit 1948-'49
- Statsraad Lehmkuhl, een Noorse driemaster (bark) uit 1914
- De Wadden,[2] een van oorsprong Nederlandse driemaster uit 1917

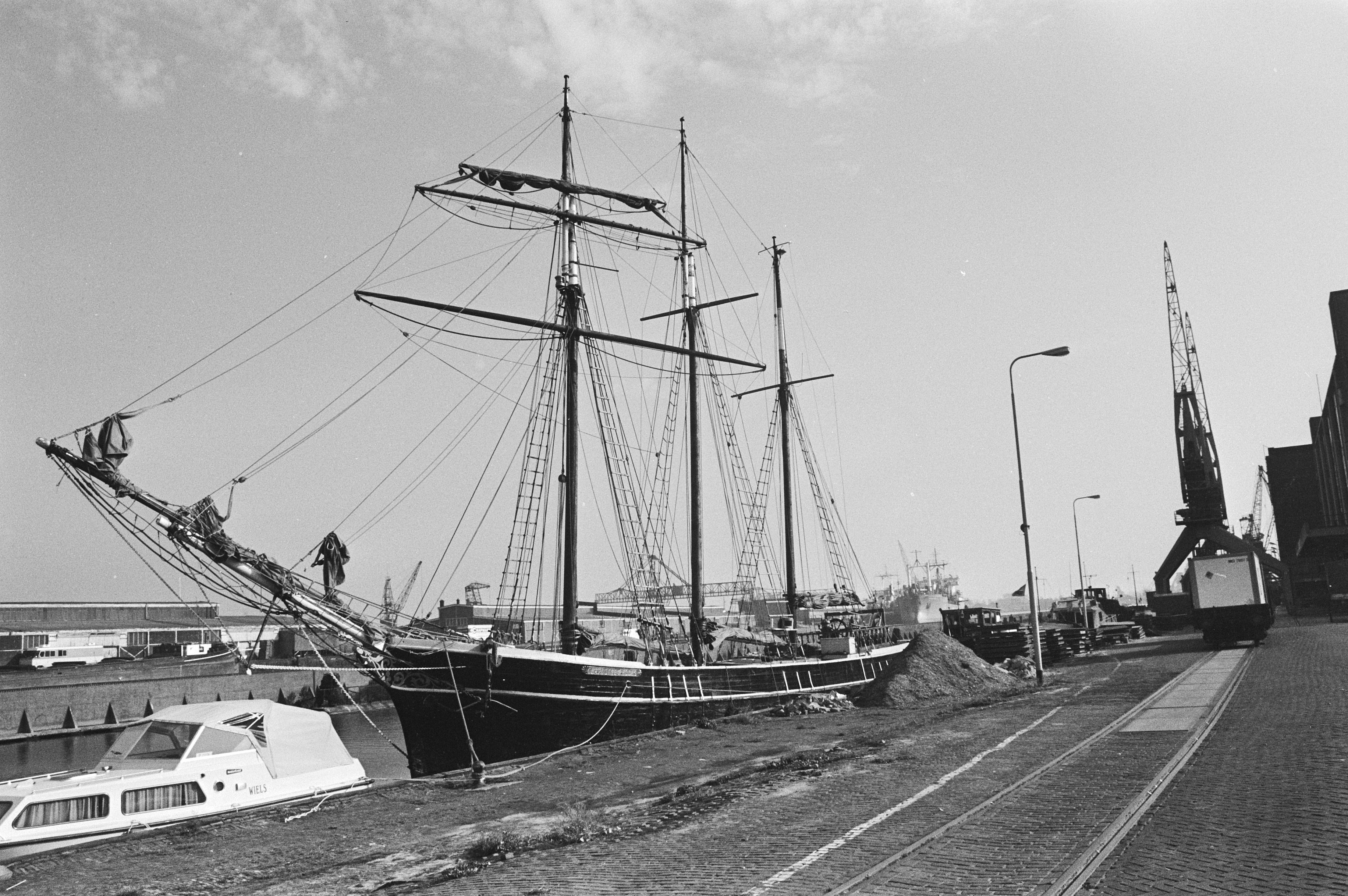
De Charlotte Rhodes in Amsterdam (9 okt. 1979)

De Charlotte Rhodes, die in afleveringen voor 1976 te zien was, werd op 12 oktober 1979 door brandstichting verwoest toen het schip lag afgemeerd in Amsterdam. In de latere afleveringen werd de rol van de Charlotte Rhodes vervuld door de Kathleen and May. Het schip heette aanvankelijk Christian (1904-1914), Eva (1914-1933), Anna (1933-1954) en Meta Jan (1954-1968) voordat het aan Nederlandse eigenaren werd verkocht. In de televisieserie is de Charlotte Rhodes eigendom van kapitein Joshua Webster, de vader van Anne, wanneer James Onedin met haar trouwt.